# Pickerington
Pickerington és una població dels Estats Units a l'estat d'Ohio. Segons el cens del 2000 tenia 9.792 habitants.

## Demografia
Segons el cens del 2000, Pickerington tenia 9.792 habitants, 3.468 habitatges, i 2.687 famílies. La densitat de població era de 508,8 habitants/km².
Dels 3.468 habitatges en un 48,5% hi vivien nens de menys de 18 anys, en un 65,3% hi vivien parelles casades, en un 8,9% dones solteres, i en un 22,5% no eren unitats familiars. En el 18,4% dels habitatges hi vivien persones soles el 4,4% de les quals corresponia a persones de 65 anys o més que vivien soles. El nombre mitjà de persones vivint en cada habitatge era de 2,82 i el nombre mitjà de persones que vivien en cada família era de 3,25.
Per edats la població es repartia de la següent manera: un 32,7% tenia menys de 18 anys, un 6,5% entre 18 i 24, un 35,6% entre 25 i 44, un 19,8% de 45 a 60 i un 5,4% 65 anys o més.
L'edat mediana era de 33 anys. Per cada 100 dones de 18 o més anys hi havia 92,6 homes.
La renda mediana per habitatge era de 63.664 $ i la renda mediana per família de 71.161 $. Els homes tenien una renda mediana de 51.155 $ mentre que les dones 31.850 $. La renda per capita de la població era de 25.839 $. Aproximadament el 2,6% de les famílies i el 3,2% de la població estaven per davall del llindar de pobresa.

## Poblacions més properes
El següent diagrama mostra les poblacions més properes.